# Climax Studios
Climax Studios är ett brittiskt spelutvecklingsföretag som grundades år 1988. Företaget har bland annat utvecklat spelen Sudeki, Silent Hill: Origins, Silent Hill: Shattered Memories och Crackdown 3. Climax Studios köpte upp av Keywords Studios år 2021.